# Медијана група
Медијана група, припада позном бронзаном добу, распростирала се у долини Јужне Мораве. Добила је име по локалитету Брзи брод - античка Медијана код Ниша. Истраживао ју је 1961. М. Грбић, а систематски је истражује Гарашанин од 1962.

## Фазе Медијана групе
На основу керамике издвојене су три фазе:
- I фаза – се везује за старију фазу Параћинске групе
- II фаза – се везује за средњу фазу Параћинске групе
- III фаза – ова фаза је културни круг жигосане керамике старијег гвозденог доба

Интерна хронологија групе Медијана I-III припадају фазама Бронзано доба-Халштат А1 и А2. Медијана I чак можда залази и у касну фазу бронзаног доба (Бронзано доба Ц-Д).
Медијана група се може окриврно датовати у време око 1300. до 1000. године п. н. е. при чему се фазе Медијана II и III везују за касно микенском кутлуром (LH III C1) и субмикенским периодом (LH III C2).

## Насеља
Насеља су подизана на равним речним терасама (у близини водених токова). Откривени су трагови кућног лепа, остаци огњишта, карбонизованог дрвета, трошне колибе.

## Керамика
- I фаза – орнамент је урезан, урашавали су керамику танким линијама, М мотивом који се завршава метличастим орнаментом.

Јављају се лоптасти кантароси (нађени су у гробовима као прилози у насељима Параћин II, и у Медијани I), керамика је фино глачана, црвенкасто мрке боје. 
- II фаза – зделе са увученим ободом, украшене хоризонталним и косим канелурама које су плитко утиснуте. Јављају се и веће посуде, зделе са фасетама, лонци, питоси и амфоре. Дршке су тракасто канеловане.
- III фаза – Халштат B1, B2 – за ову фазу се везују лучне фибуле, наставља се канеловање, а јавља се и жигосање као начин украшавања што је типично за Халштат Б1, Б2 типа лажног шнура.

Карактеристични керамички облици су:
- зделе са увученим ободом у три варијанте
  - без орнамента
  - са фацетираним ободом
  - са ободом украшеним косим ребрастим канелурама (турбан диск)
- питоси
- шоље
- судови са дршком која надвисује обод, разних профилација

Метални налази нису нађени.